# Ivana Plechatá
Ivana Plechatá (* 9. srpna 1965 Praha) je česká pracovnice v sektoru sociálních služeb a bývalá politička, v 90. letech 20. století poslankyně Poslanecké sněmovny za ODS, pak za Unii svobody, později ředitelka české Nadace Sue Ryder v Praze.

## Biografie
Vystudovala psychologii na Filosofické fakultě univerzity Karlovy, kde roku 1988 získala doktorát. Po sametové revoluci se zapojila do politiky, byla poradkyní Václava Klause. Ve volbách v roce 1996 byla zvolena do poslanecké sněmovny za ODS (volební obvod Praha). Ve sněmovně setrvala do voleb v roce 1998. Zasedala ve sněmovním výboru pro sociální politiku a zdravotnictví a v petičním výboru. Do ledna 1998 byla členkou poslaneckého klubu ODS, pak přestoupila do nově utvořené Unie svobody.
V roce 1998 odešla z politiky a začala pracovat v domově Nadace Sue Ryder v Praze, kde se počátkem 21. století uvádí jako ředitelka. Je vdaná, má syna Adama.